# Spyro Gyra
Spyro Gyra es una banda estadounidense de jazz fusión y smooth jazz, creada a mediados de los años 1970, en Búfalo.  con más de 25 álbumes editados y 10 millones de copias vendidas, se encuentran entre las bandas de mayor proyección del género. Entre sus singles más exitosos, se encuentran "Shaker Song" y "Morning Dance". 
Su música, combina jazz con elementos de R&B, funk y pop. Con la excepción del saxo alto, compositor y líder de la banda, Jay Beckenstein, y del teclista Tom Schuman, el personal de la banda ha ido cambiando de forma constante, aunque algunos de los miembros, como el actual guitarrista, Julio Fernández, hayan permanecido en ella más de una década.
El álbum "A Foreign Affair", publicado el 13 de septiembre de 2011, intentaba recuperar el sonido de sus primeros discos, incluyendo ocasionalmente un cantante. El nombre de la banda, está tomado de una especie de algas, llamadas precisamente Spirogyra.

## Historial
Tras tocar durante varios meses en su ciudad natal, la banda comenzó a expandir sus actuaciones. Su primer álbum, homónimo, fue autoeditado a finales de 1977, incluyendo algunos invitados, como Dave Samuels y Rubens Bassini, que acabaron colaborando asiduamente con el grupo. Este disco, atrajo la atención del sello discográfico local, Amherst Records, que lo reeditó con una nueva portada. El álbum se situó en el 'Billboard's Top 40' de Discos de Jazz, en 1978. 
La siguiente grabación, Morning Dance, producida por Amherst, se grabó parcialmente en Nueva York, y contó con invitados de renombre, como John Tropea, Will Lee, Steve Jordan, Michael Brecker, Randy Brecker y Suzanne Ciani. Durante la grabación se produjeron más cambios de músicos en la banda, que ya contaba con pocos de los miembros iniciales. La edición en marzo de 1979 de ese disco, proporcionó al grupo un lugar estable en la escena internacional. Gracias a los esfuerzos de Infinity Records, un sello subsidiario de MCA, el grupo actuó en casi todas las grandes ciudades americanas y europeas. El álbum consiguió el disco de platino, gracias a su tema de igual nombre, que consiguió el # 1 en las listas de AOR y el #6 en la de singles de Billboard. El álbum alcanzó también el #11 en la lista británica, mientras el sencillo se situaba en el #17.
El siguiente álbum de Spyro Gyra, Catching The Sun, fue editado directamente por MCA, en febrero de 1980, con similar éxito, de forma parecida a los siguientes discos. Entre tanto, la formación de la banda siguió inestable, con sucesivos cambios en el personal de la misma. Los discos, por su parte, contaban con un gran número de músicos invitados, como Marcus Miller, Steve Gadd, Tom Scott, Richard Tee o Toots Thielemans. Un total de ocho discos de Spyro Gyra, entre ellos A Night Before Christmas (2008), que incluía a la cantante Christine Ebersole, así como a  Dave Samuels y Janis Siegel, han sido galardonados con un Grammy, además de otras varias nominaciones.
El bajista Jim Kurzdorfer murió de cáncer en el año 2011. El antiguo batería de la banda, Ted Reinhardt, murió en un accidente de aviación el 4 de marzo de 2015. Dave Samuels murió el 22 de abril de 2019.

## Discografía

### Álbumes
| Título                    | Año de edición | Sello discográfico |
| ------------------------- | -------------- | ------------------ |
| Spyro Gyra                | 1978           | Amherst Records    |
| Morning Dance             | 1979           | MCA Records        |
| Catching the Sun          | 1980           | MCA Records        |
| Carnaval                  | 1980           | MCA Records        |
| Freetime                  | 1981           | MCA Records        |
| Incognito                 | 1982           | MCA Records        |
| City Kids                 | 1983           | MCA Records        |
| Access All Areas (live)   | 1984           | MCA Records        |
| Alternating Currents      | 1985           | MCA Records        |
| Breakout                  | 1986           | MCA Records        |
| Stories Without Words     | 1987           | MCA Records        |
| Rites of Summer           | 1988           | MCA Records        |
| Point Of View             | 1989           | MCA Records        |
| Fast Forward              | 1990           | GRP                |
| Three Wishes              | 1992           | GRP                |
| Dreams Beyond Control     | 1993           | GRP                |
| Love and Other Obsessions | 1995           | GRP                |
| Heart of the Night        | 1996           | GRP                |
| 20/20                     | 1997           | GRP                |
| Road Scholars (live)      | 1998           | GRP                |
| Got the Magic             | 1999           | Windham Hill Jazz  |
| In Modern Times           | 2001           | Heads Up           |
| Original Cinema           | 2003           | Heads Up           |
| The Deep End              | 2004           | Heads Up           |
| Wrapped in a Dream        | 2006           | Heads Up           |
| Good to Go-Go             | 2007           | Heads Up           |
| A Night Before Christmas  | 2008           | Heads Up           |
| Down the Wire             | 2009           | Heads Up           |
| A Foreign Affair          | 2011           | Amherst Records    |
| The Rhinebeck Sessions    | 2013           | Crosseyed Bear     |
| Vinyl Tap                 | 2019           | Amherst            |

### Recopilatorios
| Título                                       | Año de edición | Sello discográfico |
| -------------------------------------------- | -------------- | ------------------ |
| Collection                                   | 1991           | GRP                |
| The Best of Spyro Gyra - The first ten years | 1998           | GRP                |
| The Very Best of Spyro Gyra                  | 2002           | GRP                |